# Parafia Wniebowzięcia Najświętszej Maryi Panny w Lidzie
Parafia Wniebowzięcia Najświętszej Maryi Panny w Lidzie – rzymskokatolicka parafia znajdująca się w Lidzie, w dzielnicy Industrialny, w diecezji grodzieńskiej, w dekanacie lidzkim, na Białorusi. Parafię prowadzą ojcowie pijarzy.

## Historia
Parafię erygował w 1998 biskup grodzieński Aleksander Kaszkiewicz. Kościół został konsekrowany 25 sierpnia 2008.